# Ommatius elusivus
Ommatius elusivus är en tvåvingeart som beskrevs av Scarbrough 2003. Ommatius elusivus ingår i släktet Ommatius och familjen rovflugor.
Artens utbredningsområde är Dominikanska republiken. Inga underarter finns listade i Catalogue of Life.